# Oscar Dickson

Oscar Dickson

Oscar Dickson (* 2. Dezember 1823 in Göteborg; † 6. Juni 1897 auf Gut Almnäs bei Hjo) war ein schwedischer Mäzen der Polarforschung. Er machte sich verdient um die Nordpolarfahrten Nordenskiölds.
1841 trat Dickson in das Kontor von Dickson & Comp. in Göteborg, 1846 ging er in das von Dickson Brothers & Comp. in London. Er war ab 1847 Disponent für die Dicksonschen Besitzungen in Norrland, wurde 1850 Teilhaber der Firma und kehrte 1855 nach Göteborg zurück.
Dickson war Mitglied gelehrter Gesellschaften und wurde 1877 von der Universität Uppsala zum Doktor der Philosophie honoris causa ernannt. 1880 wurde er in den Adelsstand erhoben, als Freimaurer 1881 Mitglied des Königlichen Ritterordens Karls XIII. und schließlich 1885 zum Freiherren erhoben. Veranlassung zu diesen Auszeichnungen war die reiche finanzielle Unterstützung, die Dickson vor allem den Nordpolarfahrten Nordenskiölds 1868, 1870, 1872, 1875 und 1878 und auch später verschiedenen polaren Unternehmungen zuteilwerden ließ.
Oscar Dickson starb am 6. Juni 1897 auf seinem Landsitz Almnäs bei Hjo.
Nach ihm wurden die russische Stadt Dikson, die gleichnamige vorgelagerte Insel an der Mündung des Jenissei in die Karasee sowie  Dickson-Land auf Spitzbergen benannt.